# Пазырыкская культура
Пазырыкская культура — археологическая культура скифо-сибирского мира железного века (VI—III вв. до н. э.). Известна необычайно высокой сохранностью находок из хрупких органических материалов, которые были извлечены из «ледяных» курганных могил Горного Алтая. Определяющий массив сведений о пазырыкцах был получен при раскопках Пазырыкских курганов в 1920-х годах и позднее. 
Носители пазырыкской культуры обитали на смежных территориях нынешних России (плато Улаган, Укок), Казахстана и Монголии.  Соседствовали с быстрянской культурой предгорий Алтая. В казахстанской историографии аналогичные памятники рассматриваются как берельский этап истории страны.

## Открытие и исследования
Культура выявлена в 1865 году В. В. Радловым при раскопках Берельского и Катандинского курганов. Своё название получила по памятнику в урочище Пазырык долины реки Большой Улаган близ села Балыктуюль (Улаганский район), где экспедицией академика С. И. Руденко были в 1929 году раскопаны усыпальницы пазырыкской племенной знати.
Несмотря на противоречивое отношение коренного населения, исследования курганов Горного Алтая не прекратились и с распадом СССР. Время от времени учёные находят и мумифицированные тела. Большой медийный ажотаж вызвало обнаружение в 1993 году мумии, прозванной журналистами «принцесса Укока».

## Артефакты и образ жизни
Основным занятием населения было кочевое скотоводство. Знатных людей хоронили в деревянных срубах. Исследование волос мумий показало, что основным продуктом в пищевом рационе носителей пазырыкской культуры Укока была рыба.
Пазырыкские захоронения, попавшие в «ледяную линзу» (вероятно, размещённые там сознательно), прекрасно сохранились, включая мумифицированные останки людей. На кожу захороненных нанесена сложная татуировка в «зверином стиле». Так, на левом плече молодого охотника из могильника Верх-Кальджин-2 сажей было наколото «фантастическое копытное животное, как бы перекинутое через плечо». По левой руке «принцессы Укока» от плеча до кисти проходит изображение оленя с клювом грифа и рогами козерога (грифон). Судя по количеству изображений, образ орлиноголового грифона был центральным для пазырыкской мифологии.
Благодаря климатическим особенностям в отдельных курганах сохранились и другие органические ткани. Экспедиция Руденко в исследованных курганах обнаружила такие уникальные предметы, как  погребальная повозка высотой в три метра, многочисленные реалистичные фигурки зверей и птиц (в том числе из войлока), образцы текстиля, включая древнейший в мире ворсовый ковёр. Находки руденковских экспедиций, большинство из которых датируется V в. до н. э., экспонируются в Государственном Эрмитаже. 
Знатные пазырыкцы носили шёлковые рубахи, имевшие один покрой как для мужчин, так и для женщин, в погребениях же рядовых членов общества рубах обнаружено не было. Мужским элементом одежды были штаны, тогда как женщины носили трёхцветные юбки. Общей деталью гардероба для женщин и мужчин пазырыкцев были войлочные чулки, которые были удобны для верховой езды. Также пазырыкцы носили меховые шубы, зачастую сделанные мехом и внутрь, и наружу. Такие шубы имели войлочные аппликации-украшения, а также украшались ценными мехами, выкрашенными в синий цвет.

## Происхождение и родство с другими культурами
Предположительно пазырыкская культура — продукт развития афанасьевской культуры. В антропологическом составе населения пазырыкской культуры выявляются три базовых компонента (долихокранный европеоидный с высоким и широким лицом, брахикранный монголоидный с невысоким лицом и мезодолихокранный монголоидный с высоким лицом). Вместе с родственными племенами тагарской культуры подверглись атакам прото-хунну.
Автохтонность данной культуры для Горного Алтая вызывает споры. Часть учёных видит в пазырыкцах пришлое население, не приспособленное к суровому климату высокогорий. С другой стороны, В. А. Могильников предполагал, что пазырыкская культура представляла собой результат взаимодействия местного населения куртуского этапа майэмирской общности южных, юго-западных и частично центральных районов Алтая и племён, пришедших из степей Казахстана.
По данным 1980-х годов этнически «ирано-самодийская» пазырыкская культура появилась в результате тесного контакта самодийской каракольской культуры с бегазы-дандыбаевской или близкой ей культурой. Далее сосуществовала с раннескифской усть-куюмской группой, а затем с кара-кобинской культурой. Под натиском хунну / гуннов, двигавшихся из Центральной Азии на север, в конце III — начале II века до н. э. часть пазырыкцев была вынуждена мигрировать с территории Горного Алтая на север через зоны обитания самодийского населения большереченцев и кижировцев.

### Палеогенетика
Представители пазырыкцев из Монголии и Республики Алтай оказались обладателями митохондриальных гаплогрупп A, A4, C, F2a, G2, HV2, HV6, J, K, T1, U5, U5a1.
У населения пазырыкской культуры обнаружены филогенетически и филогеографически контрастные кластеры Y-хромосомы (N1b, Q, R1a, J2a). Ricaut в 2004 и Keyser в 2009 годах провели анализ Y-ДНК останков мужчины из захоронения на Алтае (Sebÿstei Valley [SEB 96K2]). По признакам материальной культуры археологи уверено отнесли это захоронение к Пазырыкской культуре. Захоронение датировано 450 г. до н. э. Палеогенетическое исследование обнаружило у пазырыкцев носителей гаплогруппы R1a-М198. Позднее также при исследовании двух представителей пазырыкской культуры из могильника знатных воинов Ак-Алаха-1 в Горном Алтае показало их принадлежность по маркерам к Y-хромосомной гаплогруппе N-P43 (снипы не делались) и митохондриальной гаплогруппе C.

### Антропология
По данным Светланы Тур (2003) типичный для пазырыкцев краниологический комплекс признаков имеет определенное сходство с современной южно-сибирской расой, но является более европеоидным. Черепная коробка пазырыкцев имела средние размеры и умеренно округлую форму (мезобрахикранную), а лицо отличалось высокими и широкими скулами, средней уплощенностью и слегка выступающим носом. Этот антропологический тип сформировался на Алтае ещё в бронзовом веке в результате смешения двух исходных групп. Первая — долихокранные европеоиды с высоким и широким лицом, вторая — брахикранные популяции с монголоидными чертами и более низким лицевым отделом. В разных районах пазырыкского ареала пропорции этих компонентов различались: на юго-западе и в центре Алтая преобладал европеоидный тип, тогда как на севере усиливались монголоидные черты. 
По мнению С. С. Тур, наиболее близки к пазырыкцам по своему облику современные телеуты и барабинские татары, в меньшей степени — северные алтайцы и горные шорцы.